# Rosa María Aranda
Rosa María Aranda Nicolás (Zaragoza, 23 de enero de 1920 - ibíd. 21 de septiembre de 2005) fue una escritora, poetisa, periodista y deportista española, hermana de la pintora Pilar Aranda Nicolás.

## Biografía
Rosa María Aranda y Nicolás nació el 23 de enero de 1920 en Zaragoza, Aragón, España, fue una de los seis hijos del matrimonio formado por Manuel Aranda, monárquico y empresario de la madera, y María Nicolás, una dama republicana que inculcó la pasión por la lectura a sus hijos. Pasó en San Sebastián sus primeros años, y estudió en Madrid hasta que en 1936, arruinado su padre, la familia regresó a Zaragoza. En la capital aragonesa publicó con 16 años su primer poema.
Concluida la guerra civil española contrajo matrimonio con Fernando de la Figuera y de Benito (militar, periodista y profesor de matemáticas), con quien tuvo 6 hijos. También en Zaragoza desarrolló su perfil deportivo, iniciándose en la piscina del Club de Zaragoza de Torrero con su propio marido como entrenador, llegando a campeona y 'plusmarquista' de Aragón durante años.
En 1942, publicó su primera novela Boda en el infierno, luego adaptada al cine por Antonio Román y ganadora del Premio Nacional de Cinematografía “ex aequo” con Raza. En 1950 su novela La rebelión nació con el diablo. posteriormente rebautizada como El grito, fue rechazada por la censura, tras lo cual no volvió a publicar novelas hasta 1983. Como periodista, colaboró en El Noticiero, Amanecer, Diario16 de Aragón, Zaragoza Deportiva y Cierzo. También estuvo presente en la vida cultural aragonesa a través de instituciones como la Agrupación Artística Aragonesa, las tertulias literarias de Radio Zaragoza, y el “Taller de Teatro y Poesía Miguel Labordeta”, del Ateneo Zaragozano.

"Puedo considerarme afortunada. Y es que hay algo que me ha ayudado muchísimo: mi amor a las letras, mi enorme afición a escribir y a leer. En esa afición he encontrado muchas veces la salvación."
Rosa María Aranda

Falleció a los 85 años de edad en Zaragoza, localidad que le ha dedicado su nombre a una de sus calles.
En 2018, su hijo y albacea literario Alfonso de la Figuera Aranda comenzó a publicar su obra inédita, fundando en 2019 la editorial Ediciones Cañamañas para agruparla en la colección Rosaranda.